# Dipendenza da Internet

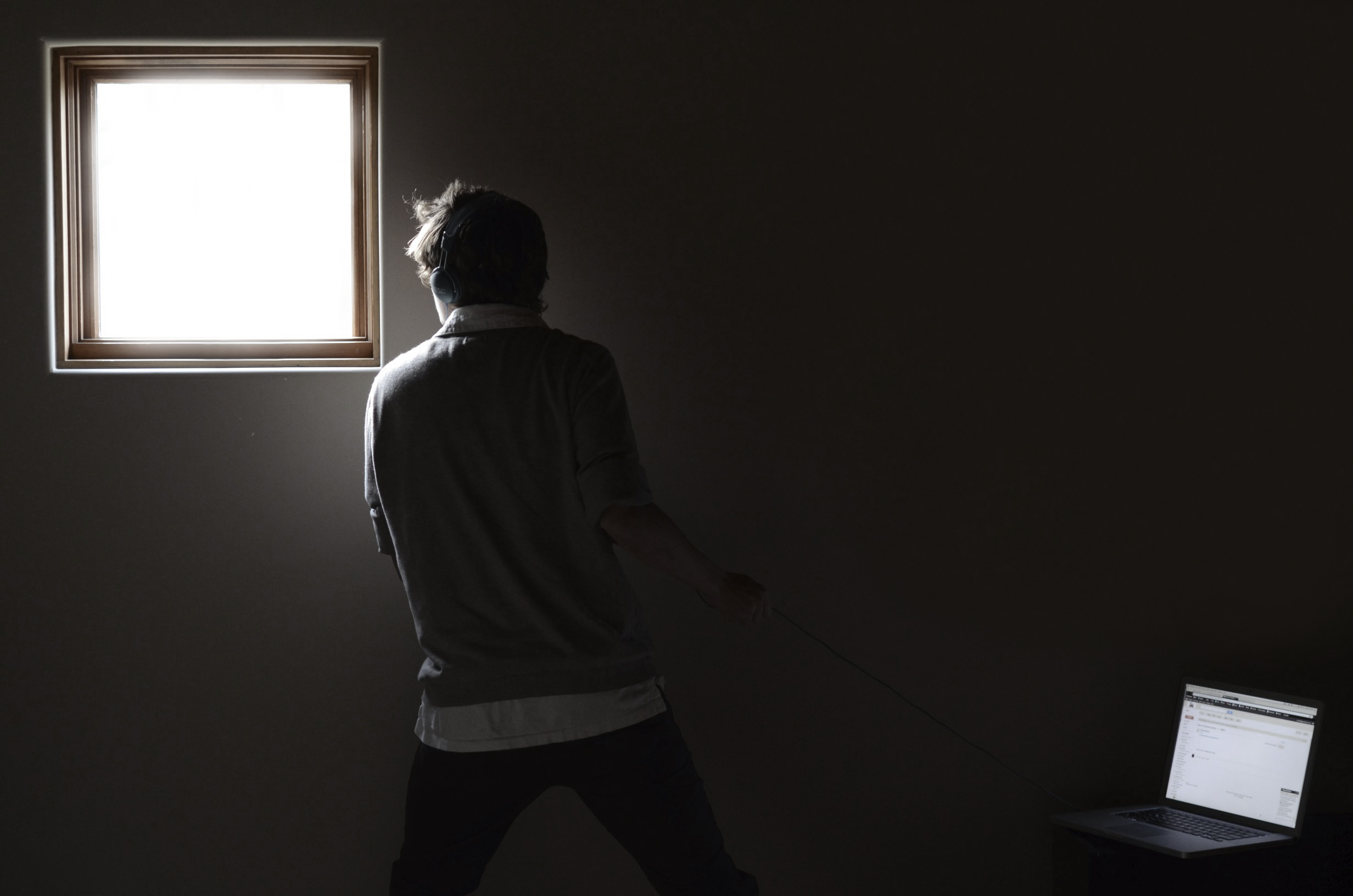
Immagine che rappresenta una scena di "dipendenza da Internet"

La dipendenza da Internet, nota anche come internet dipendenza (in inglese Internet addiction disorder, in acronimo IAD), è un disturbo da dipendenza legato a utilizzo intensivo e ossessivo di Internet in tutte le sue forme, dalla navigazione sui social network, alla visualizzazione di filmati, al gioco online.
Il termine è stato coniato dal medico Ivan Goldberg nel 1995, il quale aveva per primo diffuso in rete un questionario diagnostico a scopo inizialmente goliardico e provocatorio. Nonostante l'intenzione puramente ironica del questionario diagnostico, la sua diffusione ha subito riscontrato forte interesse tra gli utenti e acceso discussioni tra i clinici, che si sono confrontati nell'avvalorare o nel contestare la teoria dell'esistenza della nuova psicopatologia del millennio.
La "sindrome" di dipendenza dalla rete presenta segni e sintomi paragonabili al gioco d'azzardo patologico, classificato secondo i criteri diagnostici di nosografia categoriale del DSM-IV. Nel 2013 è stata inserita nella Sessione III del DSM-5 la proposta di classificazione dell'"Internet Gaming Disorder" tra i disturbi di Dipendenza Patologica; si tratta di una proposta di nosografia diagnostica che necessita quindi di ulteriori studi sperimentali prima della sua validazione, e che pertanto non può essere utilizzata a fini legali o assicurativi. Diversi studiosi affermano tuttavia che la dipendenza da Internet non può essere classificata come uno specifico disturbo psichiatrico, ma deve piuttosto essere considerata come un sintomo psicologico che può manifestarsi nell'ambito di differenti quadri psicopatologici.

## Tipi di dipendenza
La dipendenza da Internet o Internet addiction è in realtà un termine piuttosto vasto che copre un'ampia gamma di comportamenti psicopatologici, le cui matrici comuni sembrano essere la disregolazione degli impulsi e la difficoltà nel gestire stati emotivi dolorosi. La dipendenza da Internet e la dipendenza dal computer sono ormai inscindibilmente legate, tanto che i termini dipendenza online o dipendenza tecnologica vengono usati intercambiabilmente per indicare il fenomeno nel suo complesso.
La psicologa statunitense Kimberly Young fu la prima al mondo a ipotizzare l'esistenza di un disturbo psicopatologico legato all'abuso di Internet, fondando nel 1995 il primo centro di studi e terapie per le dipendenze tecnologiche, il Center for Internet Addiction. In un suo primo studio del 1998, la ricercatrice ha riadattato il questionario psicodiagnostico utilizzato in ambito clinico per la diagnosi della dipendenza da gioco d'azzardo patologico (GAP) secondo i criteri del DSM-IV, per indagare le diverse tipologie e i diversi livelli di gravità dell'uso disfunzionale della rete. Il campione di indagine comprendeva 496 soggetti, di cui 396 sono risultati "Dipendenti" e 100 "Non-Dipendenti", secondo i criteri da lei selezionati per identificare l'uso patologico da quello non patologico di internet. Tra i 396 soggetti "Dipendenti", 157 erano uomini e 239 donne. Il questionario diagnostico (Diagnostic Questionnaire, DQ) della Young comprendeva nella sua prima forma 8 item a risposta dicotomica si/no; i soggetti che rispondevano affermativamente a cinque o più item erano classificati come "Dipendenti". Le variabili indagate dal gruppo di ricerca della Young per appurare l'incidenza, il livello di gravità e la tipologia della sindrome da Dipendenza da Internet furono: 1) da quanto tempo il soggetto era utente di internet; 2) numero di ore di connessione a settimana; 3) tipologia di applicazioni maggiormente utilizzate; 4) in che misura e in quale ambito della vita quotidiana l'abuso di internet aveva avuto un'influenza negativa.
Dai risultati della sua ricerca, Young ha individuato 5 specifiche tipologie di dipendenza online:
1. Dipendenza cibersessuale (o dal sesso virtuale): gli individui che ne soffrono sono di solito dediti allo scaricamento, all'utilizzo e al commercio di materiale pornografico online, o sono coinvolti in chat-room per soli adulti. La stessa può accompagnarsi a masturbazione compulsiva[13][14], vedi anche la più generale dipendenza sessuale.
2. Dipendenza ciber-relazionale (o dalle relazioni virtuali): gli individui che ne sono affetti diventano troppo coinvolti in relazioni online o possono intraprendere un adulterio virtuale. Gli amici online diventano rapidamente i più importanti per il soggetto, spesso a scapito dei rapporti reali con la famiglia e gli amici. In molti casi questo conduce all'instabilità familiare, separazioni o divorzi[1][15].
3. Uso compulsivo di internet: questo tipo di internet addiction comprende una vasta categoria di comportamenti compulsivi in cui il soggetto trae piacere dall'acquisizione immediata di oggetti o dall'aspettativa di vincite in denaro facili e veloci. Queste condotte compulsive diventano in breve tempo del tutto fuori controllo, causando gravi problemi finanziari, relazionali e lavorativi nella vita del soggetto. Appartengono a questo tipo di dipendenza il gioco d'azzardo patologico, lo shopping compulsivo e l'abuso di siti e-commerce quali casinò virtuali, i giochi d'azzardo interattivi, siti di case d'asta o di scommesse online, dove l'utente arriva a perdere importi eccessivi di denaro e focalizzare tutta la sua attenzione nell'arco dell'intera giornata, trascurando impegni lavorativi e relazionali[5][9][16]. Questo tipo di soggetti tende tipicamente a mentire per nascondere le somme perse ai loro familiari, oltre che a sminuire o negare il loro problema.
4. Sovraccarico cognitivo: la ricchezza dei dati disponibili sul World Wide Web ha creato un nuovo tipo di comportamento compulsivo per quanto riguarda la navigazione e l'utilizzo delle informazioni presenti in rete. Gli individui affetti da questo disturbo di tratto ossessivo-compulsivo trascorrono sempre maggiori quantità di tempo nella ricerca e nell'organizzazione di dati requisiti dal Web. Tale dinamica comporta spesso la riduzione del rendimento lavorativo e l'insorgere di difficoltà.
5. Dipendenza da videogiochi: negli anni ottanta giochi quali il Solitario e il campo minato furono programmati nei calcolatori ed i ricercatori scoprirono che il gioco ossessivo sul computer era diventato un problema nelle strutture organizzate, dato che gli impiegati trascorrevano la maggior parte del giorno a giocare piuttosto che a lavorare. Questi giochi non prevedono l'interazione di più giocatori e non sono giocati in rete. Negli anni successivi, giochi sempre più complessi e sofisticati si sono diffusi in rete, in cui un numero illimitato di giocatori può interagire in tempo reale da qualsiasi parte del pianeta. Questi vengono definiti tecnicamente Massively Multi-Player Online Role Playing Games (MMORPGs) e Multi-User Domain Games (MUD)[17][18]. Entrambi sono giochi di ruolo in cui il giocatore sceglie di essere rappresentato da un personaggio all'interno di una realtà virtuale parallela, una comunità online in cui paesaggi, edifici, strade, sono costruiti in modo da essere molto simili alla realtà. Questo tipo di giochi è particolarmente seduttivo e può indurre alcuni giocatori a perdere progressivamente interesse e contatto con la vita reale, scegliendo di identificarsi unicamente con il loro alter-ego nel gioco ("Avatar"). Lo psichiatra Tonino Cantelmi, il primo a diagnosticare il disturbo IAD in Italia su quattro dei suoi pazienti, ha definito questo fenomeno come un'esperienza molto prossima alla dissociazione dell'identità[19]. I soggetti che diventano dipendenti da questi giochi di ruolo rimangono connessi a giocare per oltre quattro ore al giorno, manifestando sintomi di astinenza quali irritabilità e irrequietezza quando non sono online[5][7][15][19].

Young ha successivamente perfezionato il suo questionario diagnostico con lo IAT (Internet Addiction Test), composto da 20 item diversi. che mirano a identificare coloro che fanno di Internet un uso prolungato (anche 40-50 ore a settimana) sino a trascurare gli affetti familiari, il lavoro, lo studio, le relazioni sociali e la propria persona (notti insonni, ansia, agitazione psicomotoria, depressione legata al fatto di essere off-line, sogni e fantasie riguardanti Internet).
Alle domande si risponde scegliendo tra 5 modalità differenti: 1) rare volte; 2) occasionalmente; 3) piuttosto spesso; 4) spesso; 5) sempre.
A seconda del punteggio ottenuto rispondendo a tutte le domande, il soggetto può autovalutare il suo livello di dipendenza da Internet identificandosi in uno dei tre profili che corrispondono a tre range di risultati possibili: a) massimo controllo dell'uso di Internet; b) si evidenziano problemi relativi all'impatto che l'uso della Rete ha sulla vita del soggetto; c) la Rete causa importanti problemi di dipendenza.

### Dipendenza da smartphone
Un capitolo a parte sembra costituito ormai dall'uso degli smartphone, che essendo portatili si prestano facilmente a un utilizzo compulsivo maggiormente per i bambini e adolescenti i quali per loro natura mancano ancora delle opportune difese psicologiche. Tuttavia non si può parlare di dipendenza da smartphone in senso clinico, dato che non si tratta di un disturbo psichiatrico riconosciuto. La ricerca mostra però che molti utenti manifestano un "uso problematico dello smartphone", soprattutto legato al tempo eccessivo speso davanti allo schermo e alla tendenza a frammentare le attività e fare troppe cose contemporaneamente. Recenti studi mostrano anche che l'uso problematico dello smartphone si distribuisce in maniera ineguale tra i giovani: chi ha minori risorse socio-economiche tende a farne un uso più pervasivo e ad averne maggiori conseguenze negative.
Nel 2019, il giornalista francese Bruno Patino ha pubblicato La civiltà del pesce rosso (La civilisation du poisson rouge) in cui argomenta che l'utilizzo degli smartphone è strutturato in modo da provocare la consultazione compulsiva: lui stesso nel 2018 avrebbe consultato il suo smartphone 198.000 volte, cioè 542 volte al giorno, 30 volte all'ora e una volta ogni 3 ore di sonno. Questo avrebbe portato il tempo medio di attenzione a 9 secondi, cioè solo 1 secondo di più del pesce rosso. Secondo un'inchiesta, il 41% dei Francesi rinuncerebbe al sesso mattutino o serale piuttosto di privarsi dello smartphone: la proporzione della dipendenza da smartphone preoccupa psicologi, neurologi e medici.
Lo psicologo Jonathan Haidt, pur non negando le opportunità positive, ha teorizzato come il problema di questi dispositivi per i bambini e adolescenti, è derivato dal causare un passaggio pedagogico da un'infanzia fondata sul gioco in un mondo reale, a un'infanzia fondata sul telefono in un mondo con modalità virtuali. Ciò avrebbe portato le generazioni nate dopo il 2010 a essere carenti delle esperienze formative dirette nell'ambiente fisico reale, sostituite da surrogati estranei ai modelli di apprendimento naturali. L'esito è stato una sorta di epidemia ansiogena di disadattamento in una fase della crescita delle persone che è basilare. In quest'ottica, Haidt definisce lo smartphone quale "experience blocker", cioè un ostacolo che impedisce a tutti di vivere esperienze del mondo reale, ma che è particolarmente nocivo per bambini e adolescenti, in quanto impedisce loro di vivere esperienze indispensabili per diventare adulti, a cominciare dal gioco.
In un comunicato stampa del 2018, la Apple ha dichiarato di essere consapevole del problema e di avere fornito alcuni strumenti in modo da disattivare le notifiche delle applicazioni su smartphone.
Nel suo libro Digital Minimalism, Cal Newport, professore di informatica alla Georgetown University, propone una filosofia chiamata appunto "minimalismo digitale", con la quale propone un utilizzo più sano di Internet e in particolare degli smartphone. Fra i suoi consigli, quelli di tentare una sconnessione totale dai social per la durata di un mese, senza avvisare i propri contatti, non usare lo smartphone come sveglia bensì usare una normale sveglia, non portare mai il cellulare addosso quando si è in casa bensì tenerlo in un "phone foyer" per la ricarica.
Un sintomo connesso alla nomofobia è la sindrome da vibrazione fantasma, chiamata anche "ringxiety" (termine che nasce dall'unione tra i termini inglesi "ring" e "anxiety"). La sindrome da vibrazione fantasma è il disturbo di cui soffre chi crede di avvertire, con grande frequenza, notifiche inesistenti provenienti dal proprio cellulare. Tali persone manifestano stati d'ansia dovuti a squilli o vibrazioni che in realtà non esistono.
Un ulteriore fenomeno collegato alla dipendenza da smartphone è il phubbing (termine nato dalla fusione tra "phone" e "snubbing", in italiano snobbare, ignorare). Per phubbing si intende l'atteggiamento scortese e maleducato che indurrebbe a controllare di continuo lo smartphone, isolandosi e trascurando la persona con cui si è impegnati in una qualsiasi situazione sociale. La ricerca mostra che il phubbing si associa in chi lo subisce minore coinvolgimento nella relazione e percezione di solitudine, nei rapporti amicali, di coppia e genitori-figli.

## Fattori di rischio e comorbilità psichiatriche

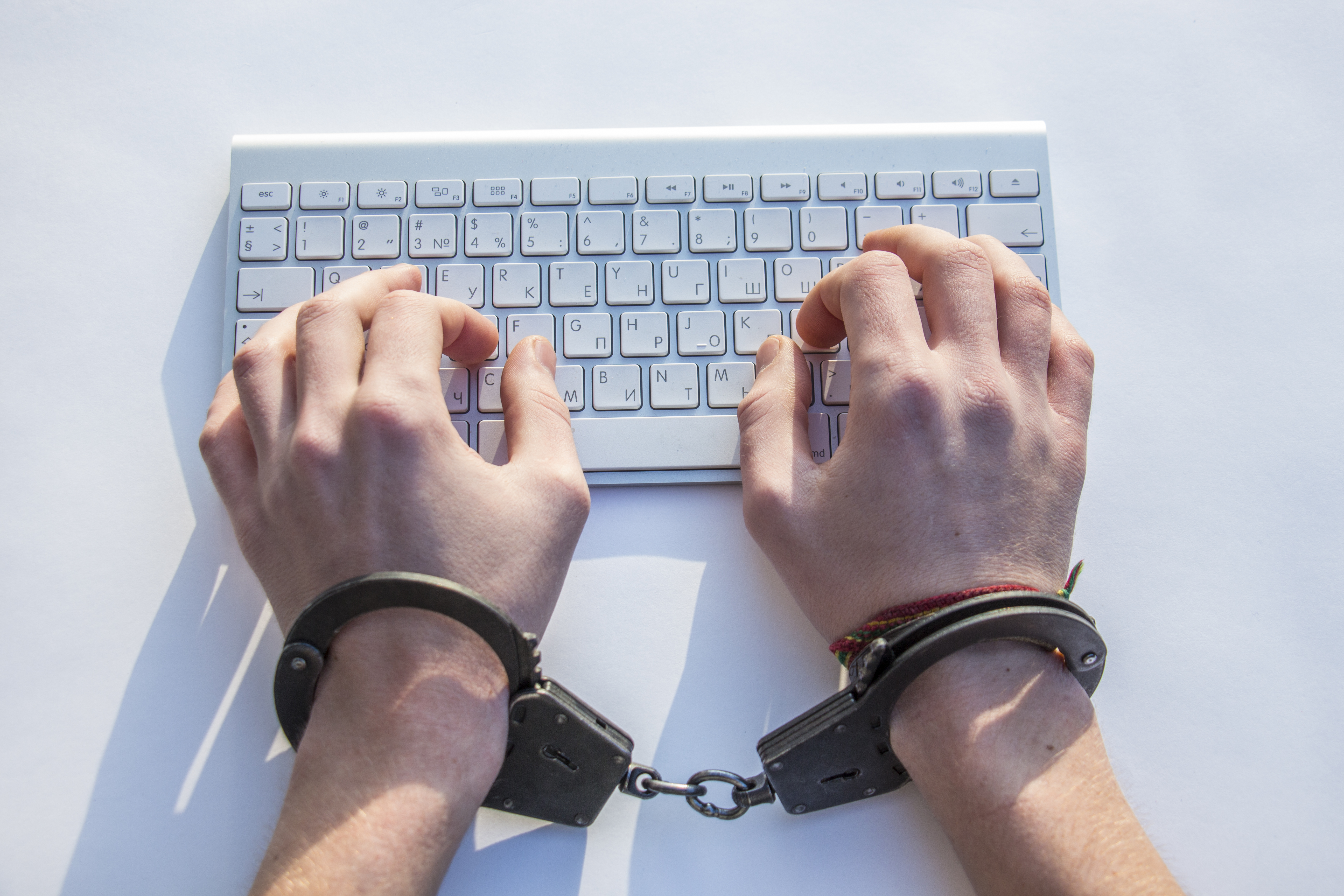
Dipendenza da Internet.

Le numerose ricerche epidemiologiche presenti in letteratura su questo disturbo riportano 4 fattori di rischio principali che potrebbero predisporre all'insorgere di psicopatologie legate all'uso di internet:
1. psicopatologie pre-esistenti: in oltre il 50% dei casi la IAD può essere indotta da alcuni tipi di disturbi psichiatrici premorbosi, come una storia pregressa di dipendenza, disturbi dell'umore, disturbo ossessivo-compulsivo, disturbo bipolare, disturbo da compulsione sessuale, gioco d'azzardo patologico[1]
2. fattori situazionali, come sindrome da burnout, contrasto coniugale o abuso infantile[1][7]
3. condotte a rischio: eccessivo numero di ore trascorse in internet, riduzione delle esperienze di vita e di relazioni reali[1]
4. eventi di vita sfavorevoli, come problemi lavorativi, relazionali o familiari, dove internet viene usato come "valvola di sfogo"[1]
5. potenzialità psicopatogene proprie della rete, che garantisce anonimato e favorisce l'insorgere di sentimenti di onnipotenza, i quali possono degenerare in: pedofilia, sesso virtuale, creazione di false identità, gioco d'azzardo, eccetera[1][15][19]
6. elevato grado di digitalizzazione degli ambienti lavorativi, lavori notturni e isolati[15]
7. personalità particolarmente predisposte al ritiro sociale e alla paura di mettersi in gioco nelle relazioni reali[1][7][15][34][35].

Numerosi studi di ricerca sul campo confermano come la dipendenza da internet sia associata spesso ad altri disturbi psichiatrici, in particolar modo all'abuso di sostanze, al disturbo da deficit di attenzione/iperattività (ADHD), alla depressione, al disturbo di ansia sociale, e al disturbo di personalità ossessivo-compulsivo.

## La "gabbia di Skinner"

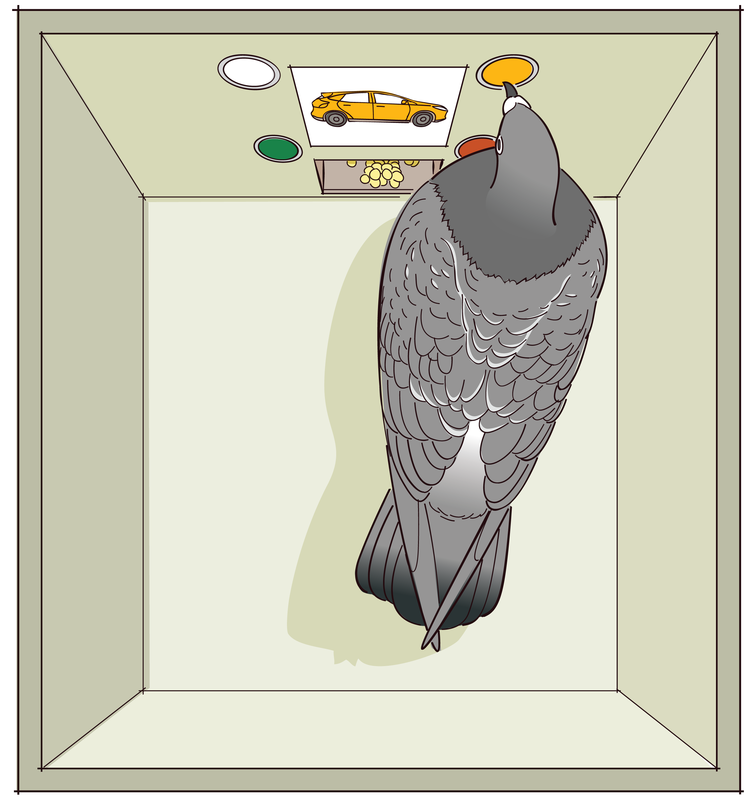
La gabbia di Skinner

Oltre al fattore di vulnerabilità rappresentato dalla personalità pre-morbosa, le più recenti teorie eziopatogeniche affermano che la Rete sia in grado, di per sé, di causare forte dipendenza anche nelle personalità non affette da alcun disturbo psichiatrico, in quanto essa fa sperimentare stati di onnipotenza in cui l'individuo sente di avere il pieno controllo sulla realtà virtuale e sulle relazioni che intrattiene online.
In particolare, secondo diversi specialisti di tecnologia e informatica, il design degli smartphone e dei social media ricalcherebbe da vicino quello delle slot machine e sarebbe appositamente studiato per creare dipendenza, comportando conseguenze a livello cognitivo per es.sull'apprendimento
Questo tipo di condizionamento è stato studiato da Burrhus Skinner nella famosa "gabbia di Skinner", in cui ha provocato un comportamento di dipendenza in un piccione.
(Nir Eyal, Creare Prodotti e Servizi per Catturare i Clienti)
Il riferimento al piccione è abbastanza noto nell'ambiente informatico, infatti è stato ripreso come pubblicità negativa, per esempio da Xiaomi contro la Apple in riferimento al costo del suo iPhone

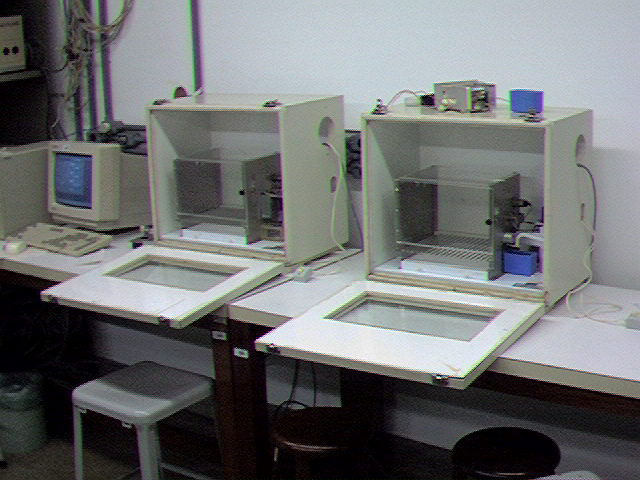
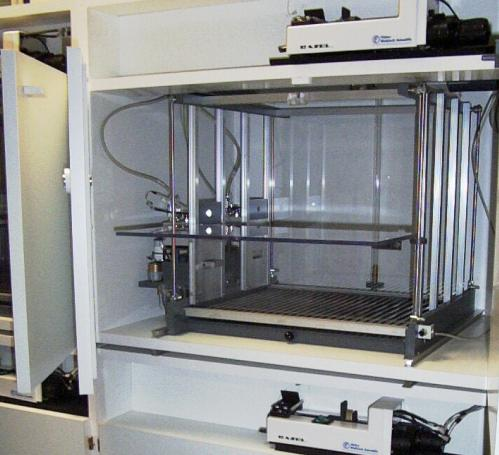
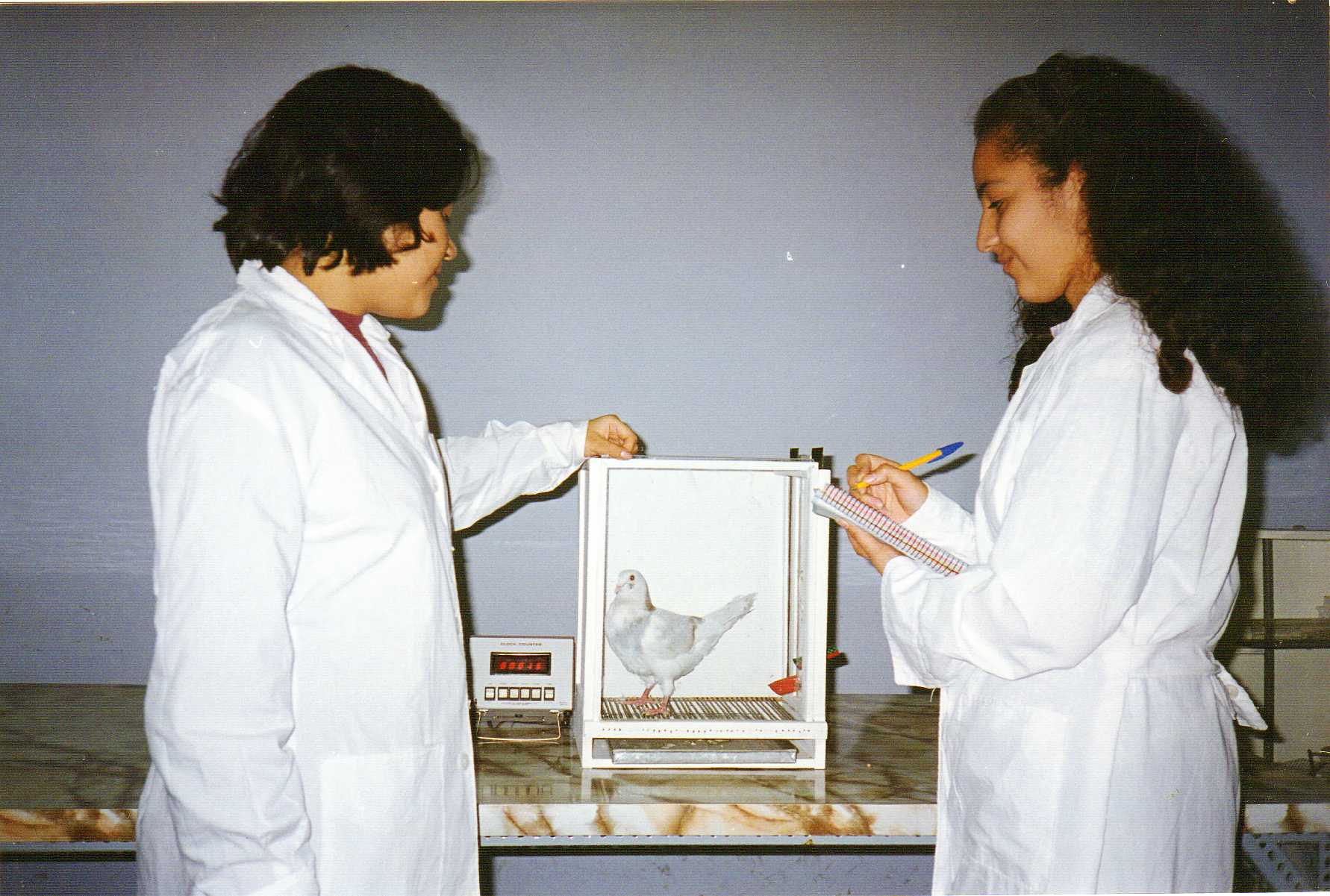

Sia Cal Newport che Bruno Patino insistono sul fatto che la ragione profonda della dipendenza da smartphone è meno tecnologica e più economica: in pratica le aziende produttrici sia di smartphone che di applicazioni (es. Facebook) hanno lavorato per anni per creare delle "esche" in modo da indurre l'utente a non staccarsi dal dispositivo, impiegando veri e propri "ingegneri dell'attenzione". Per esempio, la "spia rossa" di Facebook avrebbe dimostrato di essere molto più efficace nell'attirare utenti invece della spunta blu, e sembra che malgrado i tentativi degli utenti di disabilitarla, questa si ripresenti. È noto inoltre che Facebook negli ultimi 5 anni avrebbe impresso una forte accelerazione negli scambi grazie a specifici algoritmi per ottenere più guadagni.
Questa pianificazione per distogliere l'attenzione dell'utente da quello che sta facendo e portarlo a visionare il contenuto proposto costituisce il "capitale di attenzione" che ogni azienda cerca di procurarsi. Si parla quindi di economia dell'attenzione (attention economy)

## Segni e sintomi
Nella fase iniziale della sindrome IAD, il soggetto avverte il bisogno di prolungare la sua connessione ad internet fino a 5-6 ore al giorno, fino a quando diventerà per lui sempre più difficile interrompere il collegamento. Nella fase più avanzata, il soggetto subisce importanti disagi nella sua vita relazionale e lavorativa a causa delle numerose ore trascorse in rete, la quale diventa per lui una realtà parallela che egli preferisce a quella della vita reale. Tra le primissime teorie relative al decorso della sindrome della Dipendenza da Internet, nel 1998 lo psichiatra italiano Cantelmi definisce la prima fase della patologia come “tossicofilia”, in cui il soggetto si impegna in un controllo man mano sempre più ossessivo della sua mailbox e naviga spesso in molteplici siti web e forum come semplice osservatore (fase del “lurker”), senza mai esporsi o interagire direttamente. In questa fase “esplorativa”, il soggetto non è ancora un utente esperto della rete, anche se ne è attirato. Nella seconda fase, definita da Cantelmi “tossicomanica”, avendo acquisito maggiori competenze sull'uso della rete, il soggetto comincia progressivamente ad aumentare il numero di ore di connessione e a partecipare sempre più attivamente a siti di discussione tra più utenti, oppure a scambiare messaggi privati con un solo utente; nei momenti di disconnessione da internet, si manifestano sintomi ingravescenti di ansia, irritabilità, aggressività, e irrequietezza. Nella fase più acuta della dipendenza, il soggetto ha costruito un alter-ego virtuale (avatar) con cui interagisce con altri utenti all'interno di giochi di ruolo ambientati in una realtà virtuale. Egli perde progressivamente interesse per la sua vita reale e le relazioni, con grave compromissione della sfera lavorativa e affettiva. Le relazioni intrattenute online acquistano maggiore importanza di quelle reali. Secondo quanto osservato in alcuni quadri clinici, ulteriori sintomi psicopatologici legati alla dipendenza da internet possono essere, nella fase acuta, sintomi di dissociazione e depersonalizzazione, alterazione degli stati di coscienza e della memoria, dispercezioni, allucinazioni, deliri, sintomi di astinenza e di tolleranza
Le persone maggiormente a rischio di contrarre questa forma di Dipendenza da Internet sono quelle con difficoltà comunicative-relazionali. In questi casi la dipendenza costituisce un comportamento di evitamento attraverso cui il soggetto si rifugia nella rete per sfuggire alle sue problematiche esistenziali. Le relazioni che si instaurano attraverso la rete tendono ad essere idealizzate, e spesso restano tali, con l'intento di rispondere ai propri bisogni relazionali e affettivi. In questi contesti, inoltre, la persona spesso fornisce di sé un'immagine idealizzata e irrealistica, utilizzando dei nickname che se da un lato mascherano la propria identità, consentendo alla persona di sperimentare un anonimato spesso facilitatore, dall'altro le permettono anche di rivelare di sé alcuni aspetti selezionati, come interessi e preferenze che possono trasparire dalla scelta di immagini e soprannomi.
Tonino Cantelmi attribuisce la diffusione del fenomeno IAD alla capacità della rete di soddisfare nell'immediato molteplici bisogni dell'individuo. Proprio sull'individuazione della specificità di questi bisogni, Cantelmi ha costruito il primo questionario psicodiagnostico in Italia volto a riconoscere la particolare tipologia e il livello di gravità di internet addiction di cui soffre il soggetto (Uso e Abuso di Internet, questionario UADI).

### La Dipendenza da Internet In Italia
Il contributo più importante allo studio di questa nuova patologia in Italia si deve allo psichiatra Tonino Cantelmi, il quale fu il primo a diagnosticare l'Internet Addiction Disorder in quattro pazienti da lui seguiti (1998). Cantelmi presenta i risultati delle sue osservazioni cliniche nella relazione tenuta a Roma al III Convegno Nazionale ARFN (Associazione per la Ricerca e la Formazione Neuropsicosociale)  nell'aprile dello stesso anno. La relazione sulla scoperta della nuova psicopatologia del secondo millennio riceve immediatamente forte attenzione mediatica, che vede l'opinione pubblica dividersi tra scettici e avvallatori della teoria neopatogena.
Sempre nello stesso anno, Cantelmi pubblica insieme al collaboratore Massimo Talli un articolo su Psicologia Contemporanea, in cui descrive il fenomeno già conosciuto in America dal 1995 e formula le prime ipotesi eziopatogeniche e di comorbidità del disturbo. Successivamente, egli avvierà diversi progetti di ricerca epidemiologica in Italia, che saranno la base per le sue numerose successive pubblicazioni sull'argomento, oltre che per la costruzione e la validazione scientifica del suo strumento diagnostico UADI (Uso, Abuso e Dipendenza da Internet). Secondo lo psichiatra romano, non è del tutto corretto accomunare il Gioco D'azzardo Patologico e lo Shopping Compulsivo al disturbo da Dipendenza da Internet, in quanto quest'ultimo ha una matrice fortemente relazionale forse anche più significativa di quella della disregolazione degli impulsi.
Da novembre 2009 all'Ospedale Policlinico Il Gemelli è stato aperto il primo ambulatorio ospedaliero italiano specializzato nella dipendenza da Internet.
Nel marzo 2014 c'è stato a Milano il "First International Congress on Internet Addiction Disorders" organizzato dal centro ESC.
Il 2 dicembre 2017 c'è stato ad Ancona la “Prima Giornata Nazionale sulle Dipendenze Tecnologiche” organizzata dall'Associazione Nazionale Dipendenze Tecnologiche e Cyberbullismo “Di.Te.”

### Il questionario psicodiagnostico UADI
Il primo strumento psicodiagnostico ad essere stato realizzato in Italia per la diagnosi del disturbo IAD è la scala UADI (Uso, Abuso e Dipendenza da Internet), progettata e convalidata da Tonino Cantelmi e i suoi collabortatori nel 2001 su un campione di 241 soggetti (163 maschi e 78 femmine tra i 13 e i 57 anni), la maggior parte con titolo di studio di scuola media superiore. Tale scala è composta da 80 item che indagano non solo il numero di ore trascorso in rete e il loro impatto sulla vita reale (come precedentemente proposto dal questionario della Young), ma anche i sintomi che il soggetto sperimenta nei momenti in cui è on- e off-line, e il particolare sistema motivazionale attivato dall'uso della rete; Cantelmi infatti riconosce il fattore che mantiene in essere la dipendenza nella capacità della rete di soddisfare molteplici bisogni dell'individuo, in particolare quelli della scala di Maslow, quali il bisogno di relazionarsi con altri, il bisogno di appartenenza, il riconoscimento sociale, e l'autorealizzazione. Sulla base della tipologia di sintomi e comportamenti indagati dagli 80 item della scala di Cantelmi è stata condotta un'analisi fattoriale che ha raggruppato la spiegazione del 40% della varianza tra soggetti normali e soggetti abusanti la rete entro 5 dimensioni principali: Evasione, Dissociazione, Impatto sulla vita Reale, la Sperimentazione, e la Dipendenza. La prima dimensione, l'Evasione, fa riferimento al tentativo di fuga dalla realtà degli utenti, che trovano in internet una compensazione o un sollievo dai problemi della vita quotidiana. La seconda variabile, la Dissociazione, indaga la presenza di sintomi dissociativi come dispercezioni, depersonalizzazione e derealizzazione, oltre che all'estraneazione dal mondo reale. La variabile Impatto sulla Vita Reale è una valutazione della misura in cui le ore trascorse in internet non abbiano già danneggiato la vita sociale, relazionale, accademica o lavorativa del soggetto. La Sperimentazione si riferisce al bisogno di sperimentare nuove identità o versioni di Se stessi, anch'esso soddisfatto dall'anonimato della rete. La dimensione della Dipendenza indaga invece la presenza di sintomi legati all'astinenza, quali il craving, la tolleranza, la compulsività e l'irrequietezza quando il soggetto è offline.
Ai 241 soggetti della ricerca erano stati somministrati i test personologici Minnesota Multiphasic Personality Inventory 2 (MMPI-2) e Big Five Questionnaire (BFQ), al fine di indagare eventuali profili di personalità particolarmente correlati con l'abuso di internet

### Testi
- K. S. Young, Presi nella Rete, Intossicazione e dipendenza, Bologna, Calderini, 2000.
- T.Cantelmi, M. Talli, C. Del Miglio, A. D'Andrea, La mente in Internet. Psicopatologia delle condotte on-line, Piccin, Padova 2000
- V. Caretti, D. La Barbera (a cura di), Psicopatologia delle realtà virtuali. Masson, Milano 2000
- C. Del Miglio, A. Gamba, T. Cantelmi. "Costruzione e validazione preliminare di uno strumento (UADI) per la rilevazione delle variabili psicologiche e psicopatologiche correlate all'uso di Internet", Giornale Italiano di Psicopatologia 2001 n. 3, pp. 293–306.
- Gui M. (2014), A dieta di media. Comunicazione e qualità della vita, Bologna, il Mulino
- G. Lavenia, “Internet: the third millennium trap” in Technology and Health Care, Volume 10 Issue 6, IOS Press, Amsterdam 2002
- Giorgio Nardone, Federica Cagnoni, "Perversioni in rete. Le psicopatologie da Internet e il loro trattamento", Ponte alle Grazie 2002 ISBN 978-88-7928-600-8
- Lee Siegel, Homo Interneticus - Restare umani nell'era dell'ossessione digitale, prefazione di Luca De Biase, Edizioni Piano B, Prato 2011 ISBN 978-88-96665-31-2
- G.Lavenia, "Internet e le sue dipendenze", Franco Angeli Editore, Milano 2012 ISBN 978-88-568-4809-0
- E. Grassani, L'assuefazione tecnologica. Metamorfosi del sistema uomo-macchina, Editoriale Delfino, Milano 2014 ISBN 978-88-97323-03-7
- G.Lavenia, “Le Dipendenze Tecnologiche”' Giunti editore, Firenze 2018 ISBN 978-8809990517

### Riviste scientifiche
- (EN) Young KS, The evolution of Internet addiction, in Addict Behav, 2015, DOI:10.1016/j.addbeh.2015.05.016, PMID 26059165.
- (EN) Brand M, Laier C, Young KS, Internet addiction: coping styles, expectancies, and treatment implications, in Front Psychol, vol. 5, 2014,  p. 1256, DOI:10.3389/fpsyg.2014.01256, PMC 4227484, PMID 25426088.
- (EN) Young K, Internet addiction over the decade: a personal look back, in World Psychiatry, vol. 9, n. 2, 2010,  p. 91, PMC 2911082, PMID 20671891.
- (EN) Young KS, Cognitive behavior therapy with Internet addicts: treatment outcomes and implications, in Cyberpsychol Behav, vol. 10, n. 5, 2007,  pp. 671-9, DOI:10.1089/cpb.2007.9971, PMID 17927535.
- (JA) Nakayama H, Higuchi S, [Internet addiction], in Nippon Rinsho, vol. 73, n. 9, 2015,  pp. 1559-66, PMID 26394521.
- (JA) Osaki Y, Kinjo A, [Epidemiology of addictive disorders and behaviors in Japan], in Nippon Rinsho, vol. 73, n. 9, 2015,  pp. 1459-64, PMID 26394504.
- (EN) Love T, Laier C, Brand M, Hatch L, Hajela R, Neuroscience of Internet Pornography Addiction: A Review and Update, in Behav Sci (Basel), vol. 5, n. 3, 2015,  pp. 388-433, DOI:10.3390/bs5030388, PMC 4600144, PMID 26393658.
- (DE) Wartberg L, Aden A, Thomsen M, Thomasius R, [Relationships between family interactions and pathological internet use in adolescents: an review], in Z Kinder Jugendpsychiatr Psychother, vol. 43, n. 1, 2015,  pp. 9–17; quiz 18–9, DOI:10.1024/1422-4917/a000328, PMID 25536892.
- (EN) King DL, Delfabbro PH, The cognitive psychology of Internet gaming disorder, in Clin Psychol Rev, vol. 34, n. 4, 2014,  pp. 298-308, DOI:10.1016/j.cpr.2014.03.006, PMID 24786896.
- (EN) Dong G, Potenza MN, A cognitive-behavioral model of Internet gaming disorder: theoretical underpinnings and clinical implications, in J Psychiatr Res, vol. 58, 2014,  pp. 7-11, DOI:10.1016/j.jpsychires.2014.07.005, PMC 4448942, PMID 25062755.
- (EN) Lam LT, Risk factors of Internet addiction and the health effect of internet addiction on adolescents: a systematic review of longitudinal and prospective studies, in Curr Psychiatry Rep, vol. 16, n. 11, 2014,  p. 508, DOI:10.1007/s11920-014-0508-2, PMID 25212714.